# Kerstin Thorborg
Kerstin Thorborg (* 19. Mai 1896 in Söromsjöbygden; † 12. April 1970 in Hedemora, Provinz Dalarna) war eine schwedische Opernsängerin (Alt).

## Leben
In den zwei Jahrzehnten bis zu ihrem Bühnenabschied 1950 war die Altistin Thorborg mit großer Bühnenpräsenz einer der führenden dramatischen Wagnersängerinnen der Welt. 
Nach ihrem Debüt 1923 an der Königlichen Oper als Lola (Sopran) in Cavalleria rusticana, war sie in Stockholm (bis 1930), Berlin (bis 1934), Wien (bis 1938) und New York (Metropolitan Opera) tätig. Obwohl Altistin wurde sie auch für mehrere Rollen der Mezzosopranistin berühmt, u. a. als Venus in Tannhäuser.